# Nati nel 1010
| Questa pagina contiene informazioni ricavate automaticamente dalle voci biografiche con l'ausilio del template Bio e di un bot. L'aggiornamento è periodico e automatico e ricostruisce completamente la pagina. Se manca una persona in questa lista, sei pregato di non aggiungerla, ma accertati piuttosto che la sua voce biografica contenga il template Bio e che i dati anagrafici siano correttamente compilati. Se il template Bio manca, inseriscilo tu stesso o, in alternativa, metti l'avviso {{tmp\|Bio}} che ne segnala la mancanza. Se i dati riportati sono sbagliati, correggi direttamente la voce biografica; le modifiche saranno visibili in questa lista entro pochi giorni. Per chiarimenti vedi il progetto biografie. La lista contiene solo le 11 persone che sono citate nell'enciclopedia e per le quali è stato implementato correttamente il template Bio. Pagina aggiornata al 13 gen 2025. |

- 30 maggio - Song Renzong, imperatore cinese († 1063)
- Abu Kalijar, principe persiano († 1048)
- Akkadevi, politica indiana († 1064)
- Benno di Meißen, vescovo cattolico e monaco cristiano tedesco († 1106)
- Gebeardo di Salisburgo, arcivescovo cattolico tedesco († 1088)
- Giovanni VIII Xifilino, arcivescovo ortodosso e scrittore bizantino († 1075)
- Guglielmo di Ebersberg, abate tedesco († 1085)
- Michele IV il Paflagone, imperatore bizantino († 1041)
- Otlone di Sant'Emmerano, monaco cristiano tedesco
- Parascheva di Iaşi, religiosa bizantina († 1080)
- Roberto di Tombalena, religioso francese